# Walter I. Brisebarre
Walter I. Brisebarre († um 1135) war Herr von Beirut im Königreich Jerusalem.
Walter Brisebarre wird erstmals im Mai 1125 als Zeuge in einer Urkunde des Königs Balduin II. von Jerusalem erwähnt. Spätestens im Januar 1126 hatte ihn Balduin II. als Herr von Beirut eingesetzt. Sein Vorgänger in Beirut, Fulko von Guînes, war zu jener Zeit gestorben und hatte keine Erben hinterlassen.
Es existiert keine Primärquelle über seinen Tod. Walter unterzeichnete letztmals im Januar 1135 eine Urkunde. Ab 1138 ist sein Bruder Guido I. Brisebarre als Herr von Beirut belegt. Daher wird meist angenommen, er sei nach 1135 gestorben und sein Bruder habe ihn beerbt.